# ディリ県
ディリ県（テトゥン語：Dili）は、東ティモールに13ある県のひとつ。首都のディリがある。224 km2に2015年の時点で26万8005人が暮らすが、そのほとんどはディリに集中している。県にはポルトガル領ティモール時代から同名の議会が存在していた。
国内で最も人口の多い県である。ティモール海の北海岸に位置し、サヴ海に面する。東でマナトゥト県、南でアイレウ県、西でリキシャ県とそれぞれ接する。かつては北に浮かぶアタウロ島も県を構成する郡であったが、2022年1月1日にアタウロ県として分離した。

## 郡
5郡から成る。
- ナイン・フェト（Nain Feto）
- ヴェラ・クルス（Vera Cruz）
- ドム・アレイショ（Dom Aleixo）
- クリスト・レイ（Cristo Rei）
- メティナロ（Metinaro）

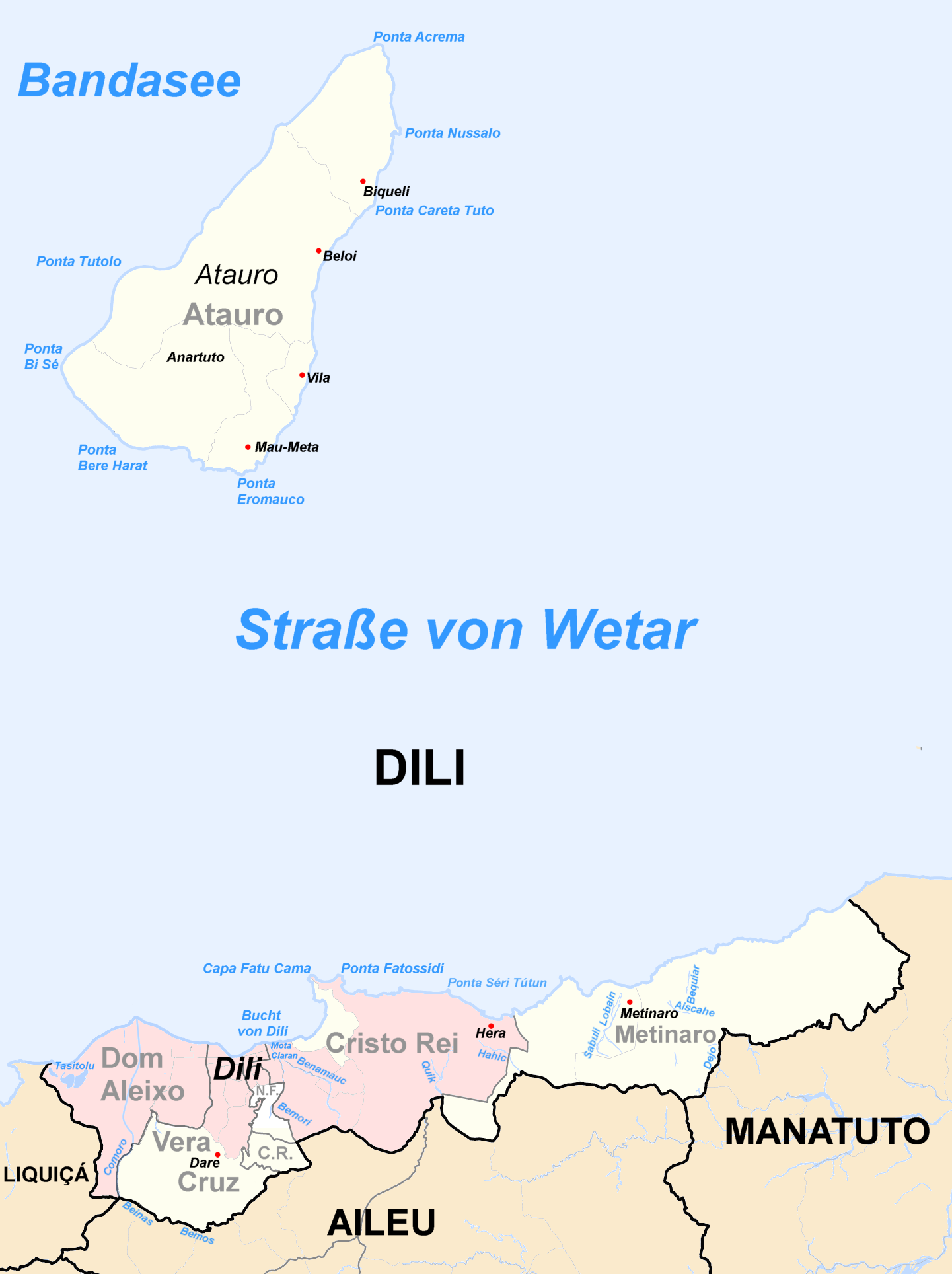
県内の都市と地区
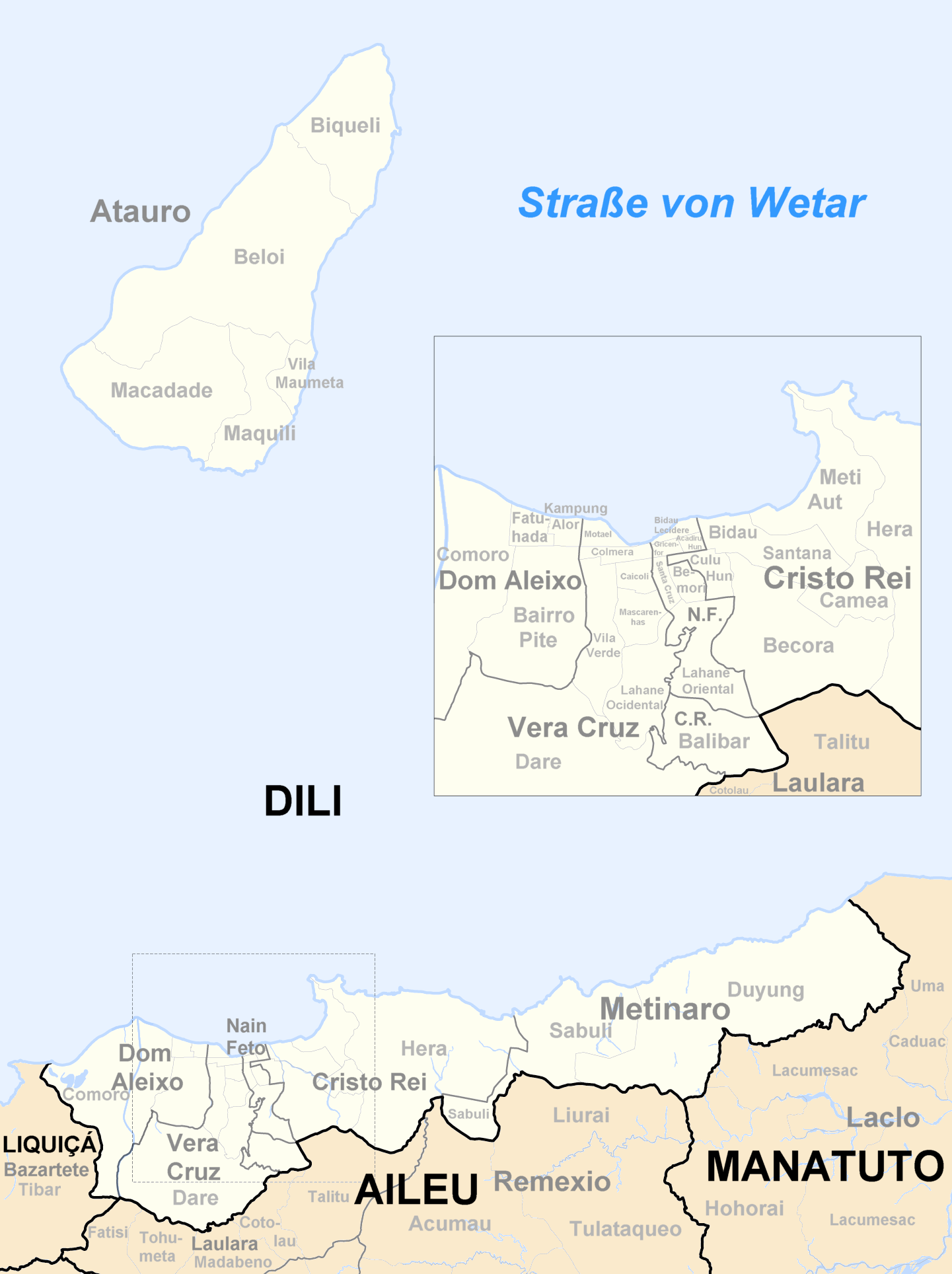